# チスパ
チスパ（Xispa）は、スペインカタルーニャ州ジローナ県マサネッド・ダ・ラ・セルバに本社を置くオートバイメーカーである。主にモトクロッサー、トライアルバイク、エンデューロ、スクーター、ミニバイクを製造している。

## 概要
2005年1月1日にアンリーク・マザゲー（Enric Meseguer）とアンドレウ・トゥゾン（Andreu Tuzón）によって創立。2008年にはスクーターの販売も開始。

## シリーズ

### トライアル
- R125
- R250
- Xispa250
- R280
- XPA280Racing

### モトクロス
- X125R
- X250R
- X280R

### エンデューロ
- EnduCross50
- EnduCross50x4T
- EnduCross50x4t X1
- XY250GY

### ミニバイク
- Xispa25
- Xispa25.com
- XYQH806-110

### スクーター
- Chrono125.com
- Chrono150.com
- Chrono150.com X1
- XY260T-4